# Alanna Ubach

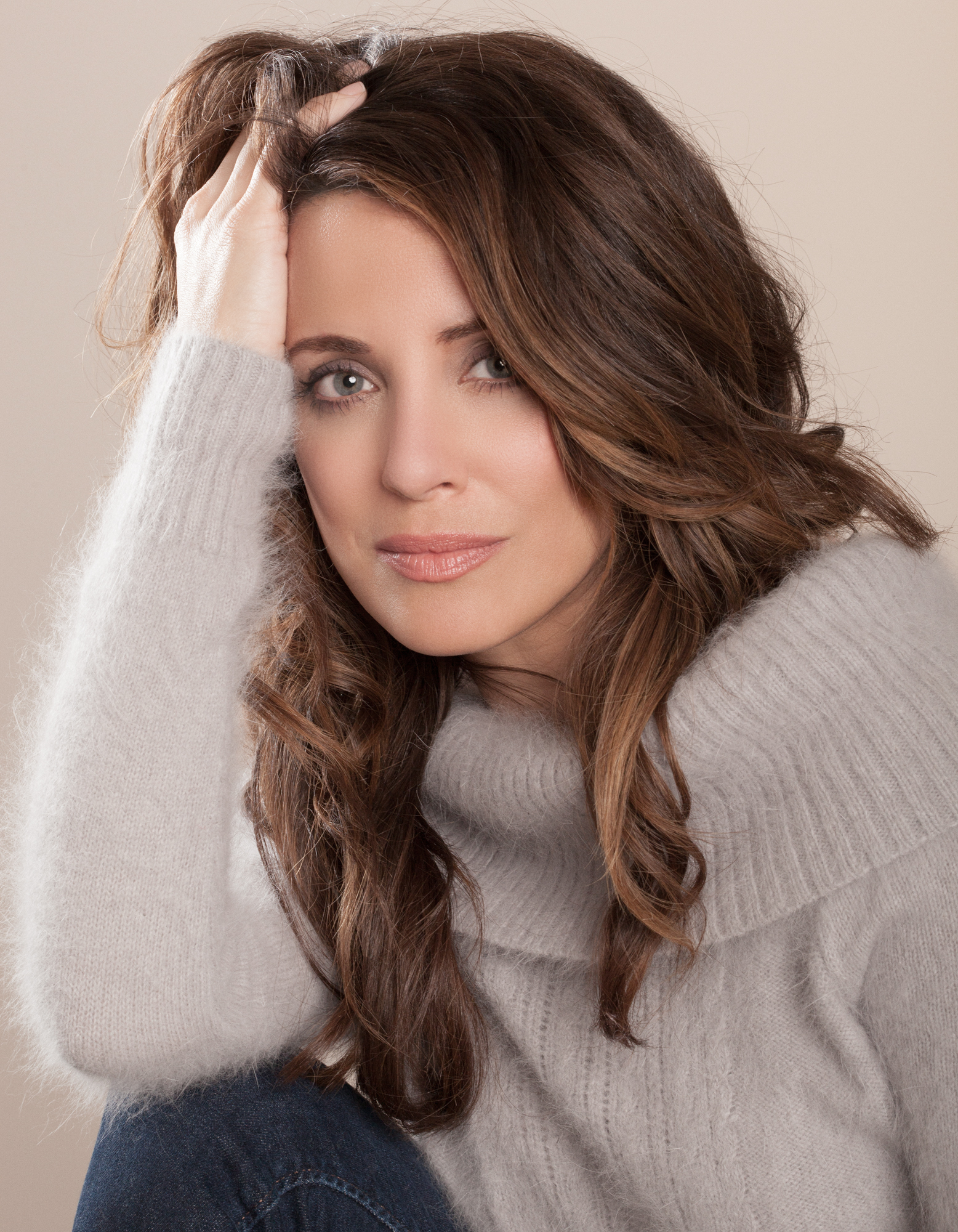
Alanna Ubach (2013)

Alanna Noel Ubach (* 3. Oktober 1975 in Downey, Kalifornien) ist eine US-amerikanische Schauspielerin und Synchronsprecherin puerto-ricanisch-mexikanischer Abstammung.

## Leben und Karriere
Ubach ist die Tochter von Sidna und Rodolfo Ubach. Sie hat eine Schwester namens Athena. Ihr Vater stammt aus dem puerto-ricanischen San Juan, ihre in Los Angeles aufgewachsene Mutter kam aus dem mexikanischen Sinaloa.
Ubach spielte 1991 die Lillie in dem Theaterstück Club Soda. Während dieser Zeit bekam sie eine der Hauptrollen, die Assistentin Josie, in der Fernsehserie Beakman’s World. Sie spielte diese Rolle von 1992 bis 1993 und erhielt dafür 1993 eine Young-Artist-Award-Nominierung in der Kategorie Outstanding Performers in a Childrens Program. Zu ihren frühen Filmrollen gehören Auftritte in Cool Blades – Nur der Sieg zählt (1993), Sister Act 2 – In göttlicher Mission (1993) und Cool Killers (1994). 1994 trat sie als Eva in dem Theaterstück Kindertransport auf, das von dem gleichnamigen Ereignis zwischen 1938 und 1939 handelt. Es folgten weitere Filmauftritte, wie etwa in Die Brady Family (1995), in dem sie die lesbische Noreen spielte, Hier spricht Denise (1995), in dem sie die Titelrolle verkörperte, Johns (1996), in welchem sie als David Arquettes Freundin auftrat und Freeway (1996), in dem sie ein Gangmitglied spielte. Auch kam es zu Auftritten in größeren Mainstream-Produktionen wie etwa in Clockwatchers (1997) an der Seite von Toni Collette und Parker Posey, sowie in Natürlich blond (2001) und dessen Fortsetzung von 2003, in denen sie Elle Woods beste Freundin Serena McGuire spielte. 2003 erschien ihr Kurzfilm A mi amor mi dulce in dem sie neben der Regiearbeit auch das Schreiben des Drehbuchs übernahm, sowie selbst schauspielerte. 2004 spielte sie die Isabel Villalobos in der starbesetzten Fortsetzung von Meine Braut, ihr Vater und ich namens Meine Frau, ihre Schwiegereltern und ich. Ein Jahr später stand sie neben Ryan Reynolds und Anna Faris für den Film AbServiert vor der Kamera. Im Mai 2008 startete im New Yorker Clurman Theatre ihre One-Woman-Show Patriotic Bitch.
Neben etlichen weiteren Filmrollen spielte Ubach 2009 die Melanie in der Fernsehserie My Manny. Von 2009 bis 2011 verkörperte sie die Yael Koontz in der Serie Hung – Um Längen besser sowie die Michelle in der Serie Men of a Certain Age. 2011 war sie Produzentin für die Actionkomödie Poolboy: Drowning Out the Fury, in der sie auch als Schauspielerin mitwirkte. Zu den zahlreichen weiteren Fernsehserien, in denen sie spielte, gehören See Dad Run, in der sie von 2012 bis 2015 an der Seite von Scott Baio seine Ehefrau Amy Hobbs verkörperte, Californication, in der sie 2013 als Trudy auftrat, Things You Shouldn’t Say Past Midnight, in der sie 2014 die Grace, eine Galerie-Kuratorin und sehr neurotische Sexbesessene mimte und Girlfriends’ Guide to Divorce, in der sie von 2015 bis 2018 als Jo zu sehen war.
Im Englischen lieh Ubach als Synchronsprecherin mehreren Charakteren in Film- und Fernsehproduktionen ihre Stimme. So beispielsweise der Lola Boa in der Fernsehserie Brandy & Mr. Whiskers (2004–2006), der Titelfigur der Serie El Tigre: Die Abenteuer des Manny Rivera (2007–2008) sowie dem gleichnamigen Videospiel, der Liz Allan in der Serie The Spectacular Spider-Man (2008–2009) und Strudel in der Serie Pound Puppies – Der Pfotenclub (2010–2013). Für letztere Produktion bekam sie 2013 zusammen mit Eric McCormack, John DiMaggio, Yvette Nicole Brown, Michael Rapaport, René Auberjonois und M. Emmet Walsh eine Behind-the-Voice-Actors-Award-Nominierung in der Kategorie Best Vocal Ensemble in a Television Series – Children’s/Educational. In dem oscarprämierten Animationsfilm Rango (2011) sprach sie vier Charaktere. Ebenfalls war sie in den Videospielen Rango aus demselben Jahr, Madagascar 3: The Video Game von 2012 sowie den 2013 erschienenen Spielen Marvel Heroes und Grand Theft Auto V zu hören.
2023 erhielt Ubach für das Lied La Llorona aus Coco – Lebendiger als das Leben! eine Goldene Schallplatte in den USA.

## Filmografie (Auswahl)

### Filme
- 1990: The Blue Men (Kurzfilm)
- 1990: Just Life (Fernsehfilm)
- 1993: Teufel der Verführung (Moment of Truth: Why My Daughter?, Fernsehfilm)
- 1993: Cool Blades – Nur der Sieg zählt (Airborne)
- 1993: Sister Act 2 – In göttlicher Mission (Sister Act 2: Back in the Habit)
- 1994: Mr. Bill (Renaissance Man)
- 1994: Cool Killers (Hits!)
- 1995: Die Brady Family (The Brady Bunch Movie)
- 1995: Hier spricht Denise (Denise Calls Up)
- 1995: Virtuosity
- 1996: Verführung zum Mord (Seduced by Madness: The Diane Borchardt Story, Zweiteiler)
- 1996: Freeway
- 1996: Liebe und andere … (Love Is All There Is)
- 1996: Johns
- 1996: Layin’ Low
- 1996: Just Your Luck
- 1997: Trading Favors
- 1997: Clockwatchers
- 1997: Pink as the Day She Was Born
- 1998: All of It
- 1998: Enough Already
- 1999: The Sterling Chase
- 1999: The Big Day
- 2000: Blue Moon
- 2000: Schrei wenn du weisst, was ich letzten Freitag den 13. getan habe (Shriek If You Know What I Did Last Friday the Thirteenth)
- 2000: Slice & Dice
- 2001: Tikiville (Fernsehfilm)
- 2001: What They Wanted, What They Got (Kurzfilm)
- 2001: Natürlich blond (Legally Blonde)
- 2002: The Perfect You
- 2003: Natürlich blond 2 (Legally Blonde 2: Red, White & Blonde)
- 2003: A mi amor mi dulce (Kurzfilm, auch Regie und Drehbuch)
- 2003: Wasabi Tuna
- 2003: Nobody Knows Anything!
- 2004: 30 Days Until I’m Famous – In 30 Tagen berühmt (30 Days Until I’m Famous, Fernsehfilm)
- 2004: Karroll’s Christmas (Fernsehfilm)
- 2004: Meine Frau, ihre Schwiegereltern und ich (Meet the Fockers)
- 2005: Herbie Fully Loaded – Ein toller Käfer startet durch (Herbie: Fully Loaded)
- 2005: AbServiert (Waiting …)
- 2005: Uncommon Sense (Fernsehfilm)
- 2006: Open Window
- 2006: Hard Scrambled
- 2007: The Pre Nup (Kurzfilm)
- 2007: Equal Opportunity
- 2007: Shrinks (Kurzfilm)
- 2007: Jekyll
- 2007: Playing Chicken (Fernsehfilm)
- 2009: Wild Chicks (Still Waiting …)
- 2009: Stuntmen
- 2010: A Reuben by Any Other Name (Kurzfilm)
- 2010: Screwball: The Ted Whitfield Story
- 2010: Darnell Dawkins: Mouth Guitar Legend
- 2011: Little in Common (Fernsehfilm)
- 2011: Losing Control
- 2011: Bad Teacher
- 2011: Poolboy: Drowning Out the Fury (auch Produzentin)
- 2011: Summer Song
- 2012: Should’ve Been Romeo
- 2012: Envelope (Kurzfilm)
- 2013: Ghost Movie (A Haunted House)
- 2013: Garbage
- 2013: Being Us
- 2014: Welcome to the Wayne (Kurzfilm)
- 2015: Helen Keller vs. Nightwolves
- 2017: To the Bone
- 2017: August Falls
- 2018: Gloria – Das Leben wartet nicht (Gloria Bell)
- 2019: Bombshell – Das Ende des Schweigens (Bombshell)
- 2023: Fool’s Paradise
- 2024: Venom: The Last Dance

### Fernsehserien
- 1992: The Torkelsons (eine Folge)
- 1992–1993: Beakman’s World (26 Folgen)
- 1993: L.A. Law – Staranwälte, Tricks, Prozesse (L.A. Law, eine Folge)
- 1994: Diagnose: Mord (Diagnosis Murder, Folge 1x14: Das falsche Geständnis)
- 1994: Junge Schicksale (ABC Afterschool Specials, eine Folge)
- 1995: Emergency Room – Die Notaufnahme (ER, eine Folge)
- 1995, 1998: Ein Hauch von Himmel (Touched By An Angel, 2 Folgen)
- 1996: Out of Order (eine Folge)
- 1996: Party of Five (2 Folgen)
- 1997: Apt. 2F (2 Folgen)
- 1998: Tracey Takes On … (eine Folge)
- 1999: Providence (eine Folge)
- 1999: Chicago Hope – Endstation Hoffnung (Chicago Hope, eine Folge)
- 2000: Sports Night (eine Folge)
- 2000–2001: The Huntress (3 Folgen)
- 2001: Ein Trio zum Anbeißen (Two Guys And A Girl, eine Folge)
- 2001: Lady Cops – Knallhart weiblich (The Division, eine Folge)
- 2002: The West Wing – Im Zentrum der Macht (The West Wing, eine Folge)
- 2002: Der Fall John Doe! (John Doe, eine Folge)
- 2004: Monk (eine Folge)
- 2005: CSI: NY (2 Folgen)
- 2005: The Closer (eine Folge)
- 2005: Dr. House (House, M.D., eine Folge)
- 2007: Friday Night Lights (2 Folgen)
- 2008–2009: Eli Stone (3 Folgen)
- 2009: My Manny (10 Folgen)
- 2009: Shrinks
- 2009–2011: Hung – Um Längen besser (Hung, 10 Folgen)
- 2009–2011: Men of a Certain Age (6 Folgen)
- 2010: Numbers – Die Logik des Verbrechens (Numb3rs, eine Folge)
- 2011: The Mentalist (eine Folge)
- 2011: It’s Always Sunny in Philadelphia (eine Folge)
- 2012: Ringer (eine Folge)
- 2012: Fairly Legal (eine Folge)
- 2012–2015, 2019: See Dad Run (55 Folgen)
- 2013: Californication (3 Folgen)
- 2013: Revolution (eine Folge)
- 2014: Things You Shouldn’t Say Past Midnight (6 Folgen)
- 2014–2015: Navy CIS (NCIS, 2 Folgen)
- 2015: Wallykazam! (eine Folge)
- 2015–2018: Girlfriends’ Guide to Divorce (38 Folgen)
- 2016: American Horror Story (eine Folge)
- 2017: Hand of God (4 Folgen)
- 2018: Dietland (3 Folgen)
- 2018: The Good Cop (eine Folge)
- 2018: Snowfall (3 Folgen)
- 2019: A Million Little Things (eine Folge)
- seit 2019: Euphoria
- 2020: Mythic Quest – Raven's Banquet (eine Folge)
- 2020: Gentefied (eine Folge)
- 2020: Filthy Rich (9 Folgen)
- 2021: Guilty Party (10 Folgen)
- 2024: Ted (7 Folgen)

### Synchronisation
- 2001: Gary & Mike (Fernsehserie, eine Folge) …zusätzliche Stimmen
- 2002–2003: Teamo Supremo (Fernsehserie, 14 Folgen) …als Brenda/Hector
- 2002–2004: Ozzy & Drix (Fernsehserie, 22 Folgen) …mehrere Rollen
- 2004–2006: Brandy & Mr. Whiskers (Fernsehserie, 35 Folgen) …als Lola Boa
- 2006: Higglystadt Helden (Higglytown Heroes, Fernsehserie, eine Folge) …als Plunkie, Babysitter Hero
- 2007: Random! Cartoons (Fernsehserie, eine Folge) …mehrere Rollen
- 2007–2008: El Tigre: Die Abenteuer des Manny Rivera (El Tigre: The Adventures of Manny Rivera, Fernsehserie, 46 Folgen) …als El Tigre/Manny Rivera
- 2008: El Tigre: The Adventures of Manny Rivera (Videospiel) …als El Tigre/Manny Rivera
- 2008: Batman: Gotham Knight …als Dander
- 2008–2009: The Spectacular Spider-Man (Fernsehserie, 18 Folgen) …als Liz Allan/Helena/Trina
- 2010–2013: Pound Puppies – Der Pfotenclub (Pound Puppies, Fernsehserie, 62 Folgen) …mehrere Rollen
- 2011: Rango …mehrere Rollen
- 2011: Rango (Videospiel) …mehrere Rollen
- 2012: Madagascar 3: The Video Game (Videospiel) …als Captain DuBois
- 2012–2013: Kaijudo: Rise of the Duel Masters (Fernsehserie, 12 Folgen) …mehrere Rollen
- 2013: Mad (Fernsehserie, eine Folge) …mehrere Rollen
- 2013: Marvel Heroes (Videospiel) …als Lady Deadpool
- 2013: Grand Theft Auto V (Videospiel) …als The Local Population
- 2013–2014: Ben 10: Omniverse (Fernsehserie, 3 Folgen) …mehrere Rollen
- 2014: Stan Lee’s Mighty 7 (Fernsehfilm) …als Reporter
- 2016: TripTank (Fernsehserie, 2 Folgen) …als Justin/Tommy
- 2017: Coco – Lebendiger als das Leben! (Coco) …als Mamá Imelda
- 2017–2018: Willkommen im Wayne (Welcome to the Wayne Fernsehserie, 16 Folgen) …als Ansi Molina
- seit 2017: Puppy Dog Pals (Fernsehserie) …mehrere Rollen
- 2020: Crossing Swords (Fernsehserie) …als Queen Tulip
- 2020: Kipo und die Welt der Wundermonster (Kipo and the Age of Wonderbeasts, Fernsehserie) …als Dr. Emilia
- 2021: Monster bei der Arbeit (Monsters at Work, Fernsehserie, 10 Folgen) …mehrere Rollen
- 2021–2023: Harriet Spionage aller Art (Harriet the Spy, Fernsehserie, 9 Folgen) …mehrere Rollen
- 2023: Marvel's Moon Girl and Devil Dinosaur (Fernsehserie, 2 Folgen) …mehrere Rollen
- 2023: American Dad (Fernsehserie, eine Folge) …als Wraith

## Nominierungen
- 1993: Young-Artist-Award-Nominierung in der Kategorie „Outstanding Performers in a Childrens Program“ für Beakman’s World[3]
- 2013: Behind-the-Voice-Actors-Award-Nominierung in der Kategorie „Best Vocal Ensemble in a Television Series – Children’s/Educational“ für Pound Puppies – Der Pfotenclub (geteilt mit Kollegen)[6]